# أيبل 1689

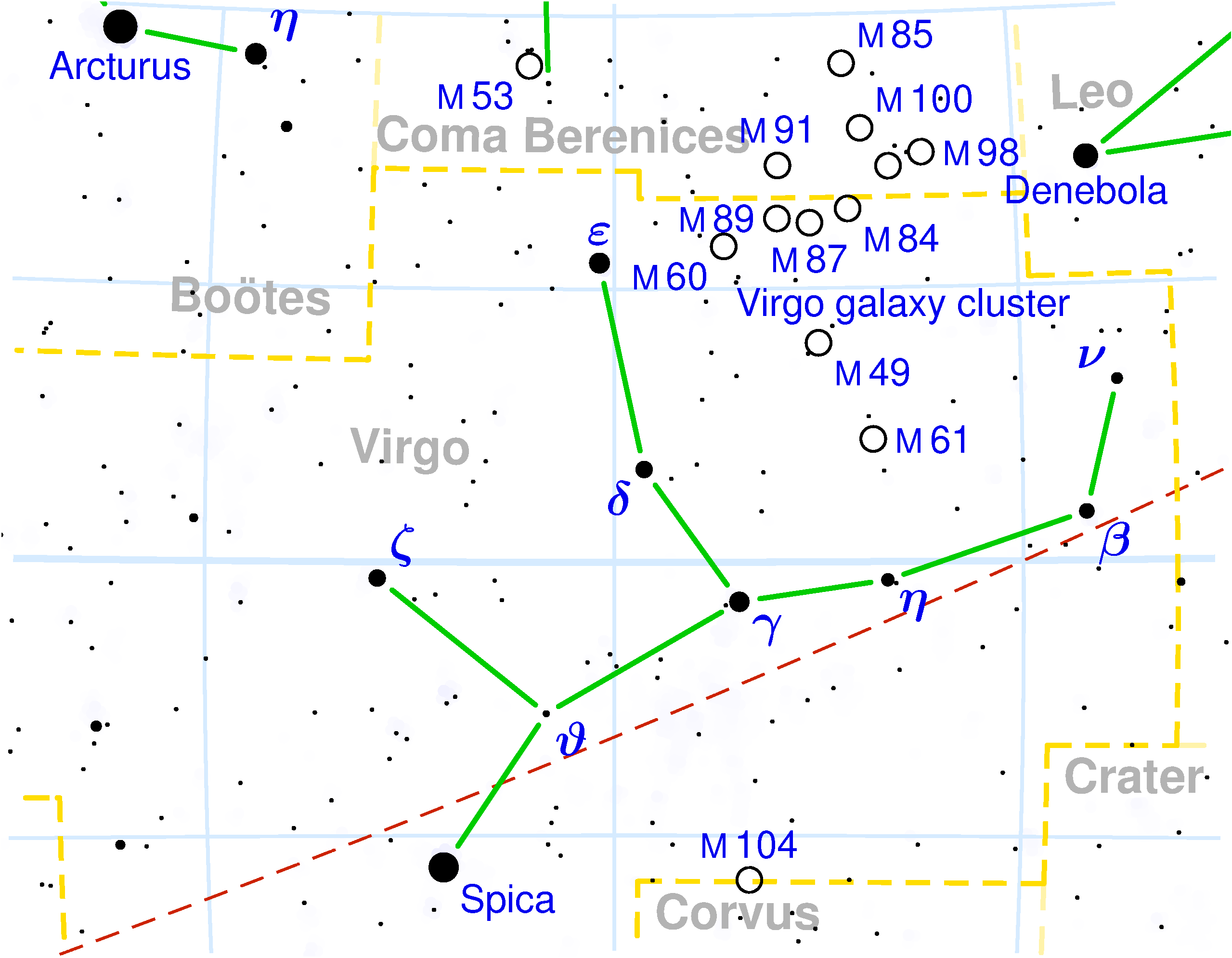
كوكبة العذراء وموقع عنقود العذراء المجري Virgo galaxy cluster (دائرة)

أيبل 1689 (بالإنجليزية: Abell 1689) في علم الفلك هو عنقود مجرات يرى في اتجاه كوكبة العذراء. يبعد عنا العنقود المجري نحو 2.2 مليار سنة ضوئية.
وهو أحد العناقيد المجرية العظيمة الكبر وتوجد فيه مجرات كبيرة عظيمة الكتلة. ولهذا فمن صفاته أنه يعمل كعدسة جاذبية ، أي يـُظهر ما خلفه من مجرات في صور مشوّة (بفعل حقل الجاذبية الموجود بين مجراته الذي يعمل على انحناء الضوء المار به فتظهر المجرات الخلفية بصورة مشوة).
في عنقود مجرات أيبل 1689 ترى أكثر من 160,000 تجمع نجمي مغلق ويحوي بهذا على أكبر تجمع منها اكتشف حتى عام 2013.
تشير ارصاد أيبل 1689 إلى وجود عملية اندماج وغازات تصل درجة حرارتها أكثر من 100 مليون درجة مئوية.
هذه الحرارة توجد عادة في قلوب النجوم الكبيرة البالغة الكتلة (بالمقارنة فإن قلب الشمس تبلغ حرارته 14 مليون درجة مئوية فقط).
يستغل حقل الجاذبية بين مجرات عنقود مجرات أيبل 1689 كعدسة جاذبية ، يستغله علماء الفلك لدراسة المادة المظلمة وكذلك لدراسة تأثيرات الجاذبية على عدسات الجاذبية.

## صور أخرى

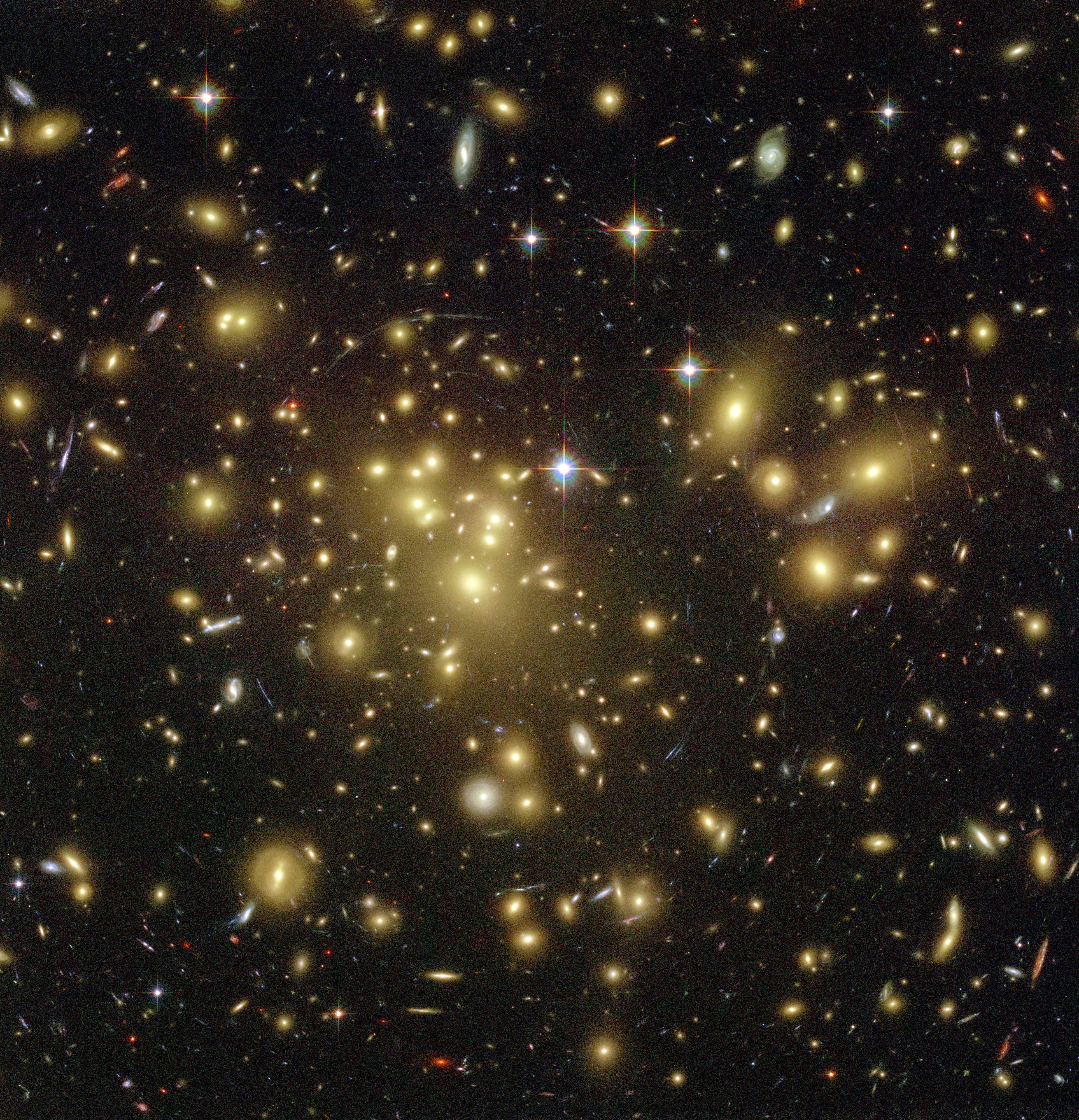
المجرات الصفراء تنتمي إلى العنقود. كما تظهر مجرات تقع خلف العنقود لونها أزرق أو أحمر .
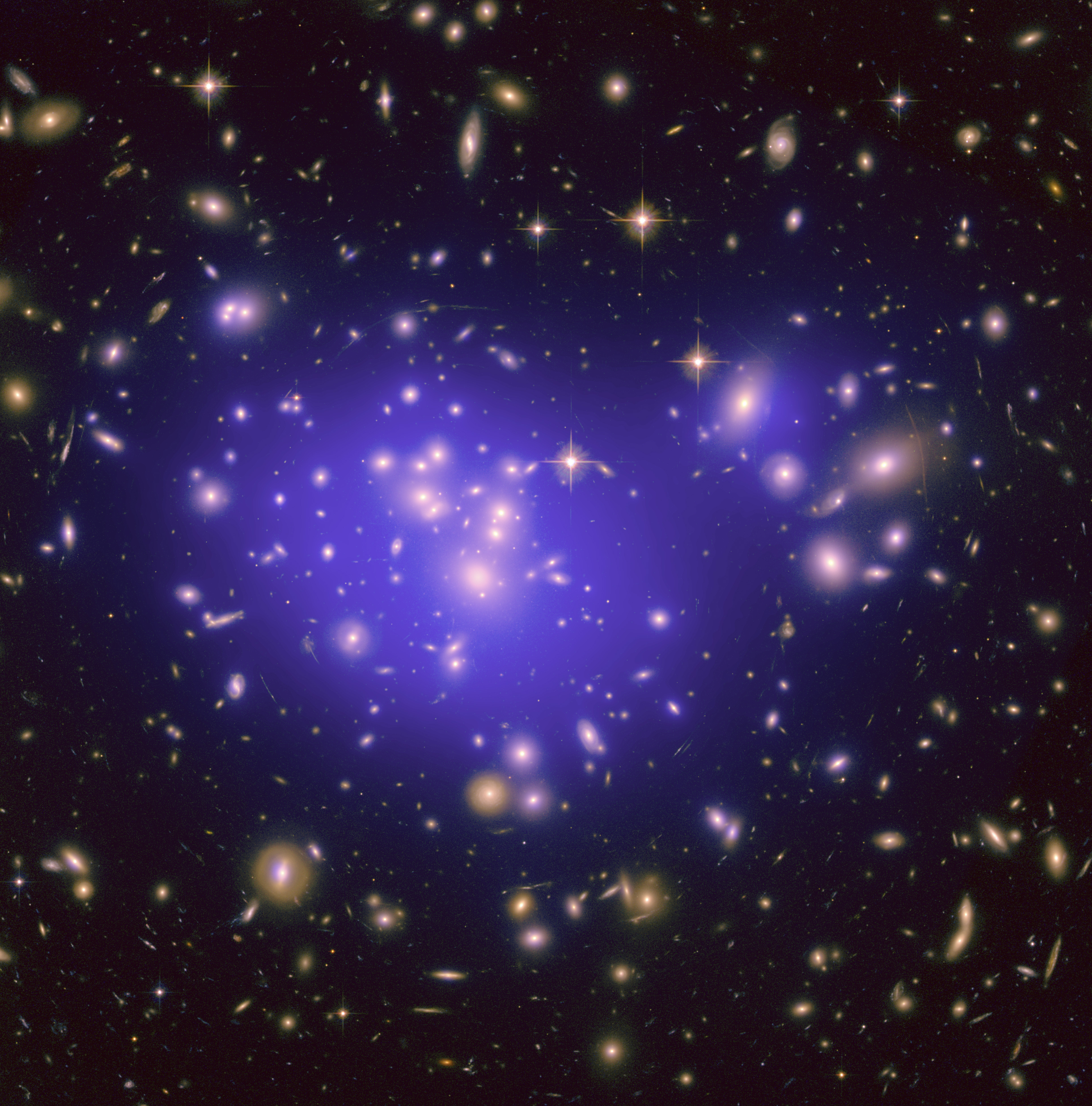
عنقود مجرات Abell 1689 وتظر منطقة غازية شديدة الكثافة (أزرق).
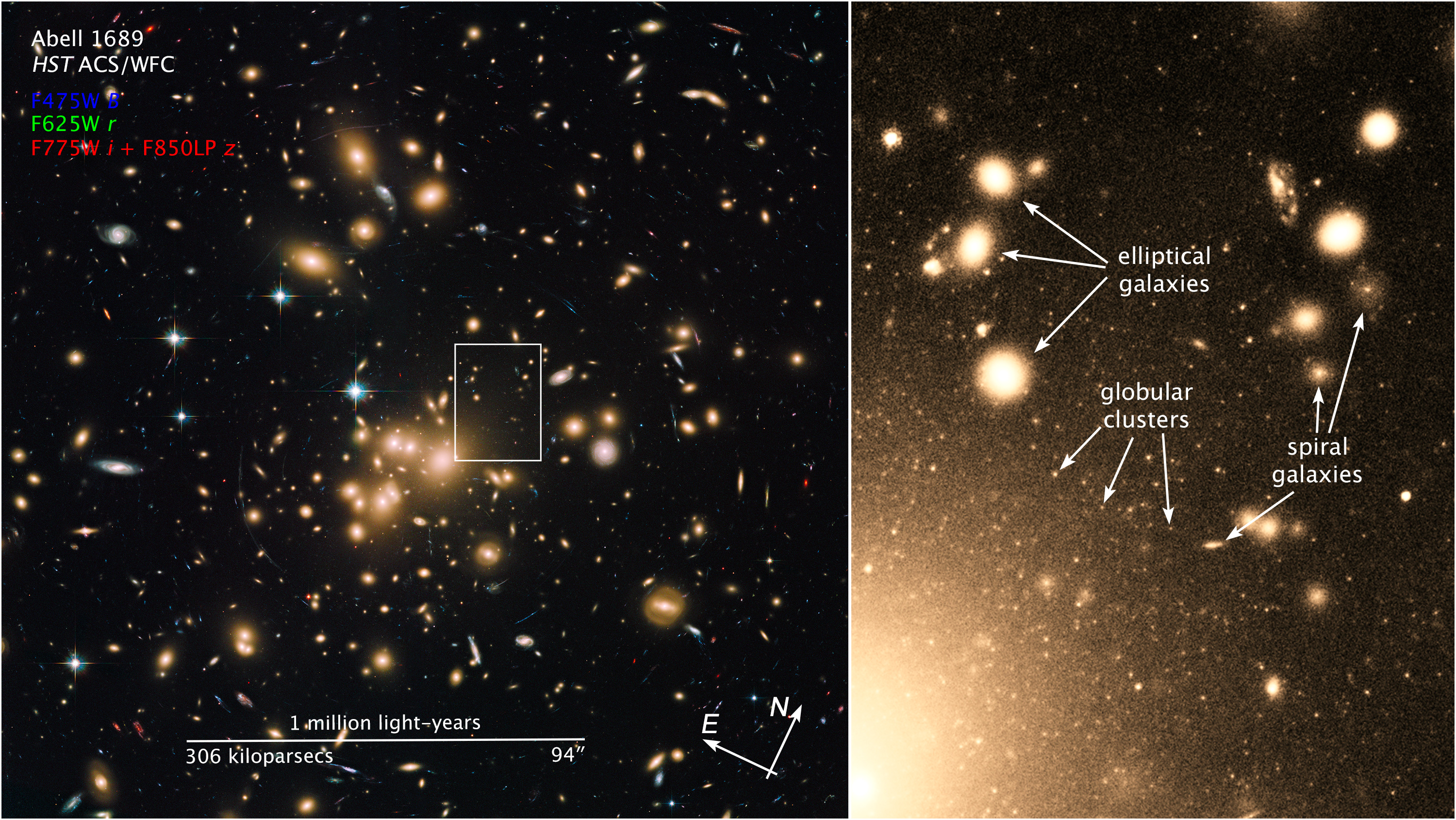
تجمعات نجمية في عنقود مجرات أيبل 1689